# Olga Koczniewa
Olga Aleksandrowna Łukjanowa z d. Koczniewa (ros. Ольга Александровна Лукьянова z d. Кочнева; ur. 29 czerwca 1988 w Dzierżyńsku) – rosyjska szpadzistka, brązowa medalistka olimpijska.
Wystartowała na igrzyskach olimpijskich w Rio de Janeiro w 2016 roku, gdzie reprezentacja Rosji w składzie: Wioletta Kołobowa, Tatjana Łogunowa, Lubow Szutowa i Olga Koczniewa zdobyła brązowy medal. W zawodach indywidualnych nie wzięła udziału. 
W 2009 roku razem z Jeleną Szaszariną, Władą Własową i Janą Zwieriewą wywalczyła srebrny medal drużynowo podczas letniej uniwersjady w Belgradzie. Na tej samej imprezie zajęła trzecie miejsce indywidualnie, ustępując jedynie Ewie Nelip z Polski i Simonie Deac z Rumunii.